# Villa Costanza (Napoli)
Villa Costanza  è un edificio storico del quartiere Vomero della città di Napoli.

## Storia
L'edificio, presente già nel XVIII secolo come casa rurale, fu trasformato in villa di delizia da Filippo Angelillo nel 1830. Angelillo, che diede alla villa il nome di sua figlia, era il procuratore generale del Regno di Napoli ai tempi di Ferdinando II di Borbone.

## Descrizione
Da un disadorno portale, in Vico Acitillo 12, si accede in un cortile neoclassico con giardino, tabernacolo in marmo e un'acquasantiera. La villa è sede del Centro Studi per la storia della ceramica e contiene maioliche napoletane e rari oggetti d'arte, tutti notificati dalla sovrintendenza, che ne fanno un museo privato.